# Pawlodarenergo
Pawlodarenergo (russisch Павлодарэнерго; englisch Pavlodarenergo) ist ein Energieunternehmen in Kasachstan mit Sitz in Pawlodar. Es betreibt drei Kraftwerke und versorgt einen Großteil des Gebietes Pawlodar mit Elektrizität. Es ist ein Tochterunternehmen der Central-Asian Electric Power Corporation.

## Geschichte
Von der Europäischen Bank für Wiederaufbau und Entwicklung bekam Pawlodarenergo im Dezember 2007 einen Kredit in Höhe von 30 Millionen US-Dollar für die Modernisierung des Kraftwerks bei Pawlodar. Im Geschäftsjahr 2009 erwirtschaftete das Unternehmen einen Umsatz von circa 18 Milliarden Tenge (ca. 90 Millionen Euro).

## Unternehmensstruktur
Pawlodarenergo ist ein regionaler Energieversorger im Gebiet Pawlodar, der rund 225.000 Kunden mit Elektrizität und etwa 170.000 Kunden in den Städten Ekibastus und Pawlodar mit Wärme versorgt. Pawlodarenergo gliedert sich in folgende Unternehmen:
- Pawlodarskaja Raspredelitelnaja Elektrossetewaja Kompanija (Павлодарская Распределительная Электросетевая Компания): Übertragung und Verteilung von Elektrizität im Gebiet Pawlodar und den Städten Aqsu und Pawlodar
- Pawlodarskije teplowyje seti (Павлодарские тепловые сети): Übertragung und Verteilung von Wärme in den Städten Ekibastus und Pawlodar
- Pawlodarenergosbyt (Павлодарэнергосбыт): Verkauf von Elektrizität im Gebiet Pawlodar und den Städten Aqsu und Pawlodar, Verkauf von Wärme im Gebiet Pawlodar und den Städten Aqsu, Ekibastus und Pawlodar
- Ekibastusteploenergo (Экибастузтеплоэнерго): Verkauf von Elektrizität in der Stadt Ekibastus

Kraftwerke von Pawlodarenergo:
| Anlage                   | Leistung [MW] | Inbetriebnahme | Brennstoff |
| ------------------------ | ------------- | -------------- | ---------- |
| Heizkraftwerk Ekibastus  | 12            | 1956           | Kohle      |
| Heizkraftwerk Pawlodar-2 | 110           | 1961           | Kohle      |
| Heizkraftwerk Pawlodar-3 | 555           | 1972           | Kohle      |